# ヨハン・ゴットフリート・シヒト
ヨハン・ゴットフリート・シヒト（Johann Gottfried Schicht, 1753年9月29日 - 1823年2月16日）は、ドイツの作曲家、カペルマイスター、トーマスカントル。

## 生涯
シヒトはザクセン選帝侯領のライヒェナウ（現ポーランド、ボガティニャ）に生まれた。1776年からライプツィヒで法学を学ぶ。シヒトはヨハン・アダム・ヒラーが催す演奏会で伴奏者、ヴァイオリニストを務め、その後ライプツィヒ・ゲヴァントハウス管弦楽団でも働くようになる。1785年にはヒラーの後任としてゲヴァントハウス管弦楽団を任された。翌年、コンスタンツァ・アレッサンドラ・オクタフィア・ファルデシュトゥリア（Constanza Alessandra Oktavia Valdesturia）と結婚するものの、彼女は3年後にこの世を去ってしまう。2人の間に生まれた4人の子供のうち、ヘンリエッテ・ヴィルヘルミネを除く3人は幼いうちに死亡している。シヒトはノイキルヒェの音楽監督だった他、1802年には共同でライプツィヒ・ジングアカデミーを創設して首席指揮者に就任した。
シヒトはライプツィヒ・ゲヴァントハウス管弦楽団の楽長職に1810年まで留まった。それ以降、1823年にライプツィヒで没するまでトーマスカントルを務めた。門下からはカール・ゴットリープ・ヘリングなどが輩出している。

## 作品
最も重要な作品は、1819年の大合唱曲集であると考えられている。シヒトはそれ以外にミサ曲、モテット、カンタータ、詩篇100篇、4つのテ・デウム、ピアノ協奏曲を1曲、ソナタ、カプリッチョなどを作曲している。